# Holoparamecus peruvianus
Holoparamecus peruvianus is een keversoort uit de familie zwamkevers (Endomychidae). De wetenschappelijke naam van de soort werd in 1976 gepubliceerd door Roger Dajoz.